# Mutiara (Teluk Mutiara)
Mutiara is een bestuurslaag in het regentschap Alor van de provincie Oost-Nusa Tenggara, Indonesië. Mutiara telt 4473 inwoners (volkstelling 2010).